# Flashback (chanson de Calvin Harris)
Singles de Calvin Harris
Ready for the Weekend
(2009) You Used to Hold Me
(2010)
Pistes de Ready for the Weekend
I'm Not Alone Worst Day
Flashback est une chanson du dj, producteur écossais Calvin Harris. Sorti le 2 novembre 2009, le single est extrait du deuxième album studio de Calvin Harris Ready for the Weekend.

## Liste des pistes
| 1. | Flashback                    | 3:49 |
| 2. | Flashback (Eric Prydz Remix) | 7:52 |

| 1. | Flashback (Radio Edit)                    | 3:40 |
| 2. | Flashback (Album Version)                 | 3:49 |
| 3. | Flashback (David Guetta's One Love Remix) | 7:11 |
| 4. | Flashback (Eric Prydz Remix)              | 7:50 |
| 5. | Flashback (Goldie Remix)                  | 4:45 |
| 6. | Flashback (Instrumental Mix)              | 3:46 |

| 1. | Flashback (David Guetta One Love Remix) |  |
| 2. | Flashback (Original Mix)                |  |
| 3. | Flashback (Eric Prydz Remix)            |  |
| 4. | Flashback (Goldie Remix)                |  |

## Classement par pays
| Classement (2009)                    | Meilleure position |
| ------------------------------------ | ------------------ |
| Australie Australian Singles Chart   | 38                 |
| Australie Australian ARIA Club Chart | 8                  |
| Darko 96 chart                       | 1                  |
| Irlande Irish Singles Chart          | 23                 |
| Royaume-Uni UK Singles Chart         | 18                 |
| Royaume-Uni UK Dance Chart           | 2                  |
| Écosse Classement single             | 16                 |

### Classement de fin d'année
| Classement (2009)             | Position |
| ----------------------------- | -------- |
| Royaume-Uni Classement single | 197      |

## Historique de sortie
| Pays        | Date            | Format                            |
| ----------- | --------------- | --------------------------------- |
| Royaume-Uni | 2 novembre 2009 | CD Single, Téléchargement digital |